# Tequila Sauza
Tequila Sauza ist eine Brennerei, die den gleichnamigen Tequila sowie die Marken Hornitos und Tres Generaciones produziert. Sie hat ihren Geschäftssitz in Guadalajara und ihre Erzeugungsstätte, die Hacienda La Persevarancia, in der Stadt Tequila, die sich beide im mexikanischen Bundesstaat Jalisco befinden. Die mexikanische Aufsichtsbehörde CRT führt die Tequila Sauza unter den Bezeichnungen NOM 1102 und DOT 88.

## Geschichte
Mit dem Erwerb der 1805 gegründeten Destille La Antigua Cruz, die er in La Persevarancia umbenannte, legte Cenobio Sauza am 1. September 1873 den Grundstein für das traditionsreiche Familienunternehmen, das noch im selben Jahr als erster Tequila-Produzent überhaupt seine Erzeugnisse in die USA exportierte.
Don Cenobio führte das Unternehmen 33 Jahre lang, ehe er die Leitung 1906 auf seinen Sohn Eladio Sauza übertrug. Don Eladio modernisierte die Brennerei und verfeinerte die Produktionstechniken seines Vaters. In den 1920er Jahren brachte er zwei neue Tequila-Marken auf den Markt, die noch heute produziert werden: den Sauza Blanco und den Sauza Gold. Ferner begann er, Tequila in Flaschen abzufüllen. Bisher war das mexikanische Nationalgetränk ausschließlich in Fässern verkauft worden.
Von Eladio Sauza ging die Geschäftsführung schließlich auf dessen erstgeborenen Sohn Francisco Javier Sauza über, so dass Tequila Sauza über drei Generationen hinweg von derselben Familie geführt und kontrolliert wurde.